# 李·SWAN彗星
李·SWAN彗星（C/2009 F6 (Yi-SWAN)）是一顆於2009年發現的非週期彗星。
這顆彗星於2009年3月26日由韓國業餘天文愛好者李大岩（이대암）首先發現，同年4月4日，美國天文愛好者Rob Matson也從SOHO太陽探測器傳回地球的SWAN儀器拍攝圖片中找到這顆彗星。
這顆彗星的亮度於4月至5月間增強至+8.5等，並於4月23日通過英仙座雙星團以南1.5度位置。